# كارل لودفيغ فيليب زاير
كارل لودفيغ فيليب زاير (1799-1858) (بالإنجليزية: Karl Ludwig Philipp Zeyher)‏ هو عالم نبات ألماني. تم تكريم كارل زاير عبر تسمية جنسين نباتيين على اسمه هما الزايرية (الاسم العلمي:Zeyheria) تسمية كارل مرتيوس والزويرية (الاسم العلمي:Zeyherella) تسمية (أدولف إنغلر) أندريه أوبرفيل وفرانسوا بليغرين وفي عدد كبير من أسماء أنواع محددة.